# John Carver (gouverneur)

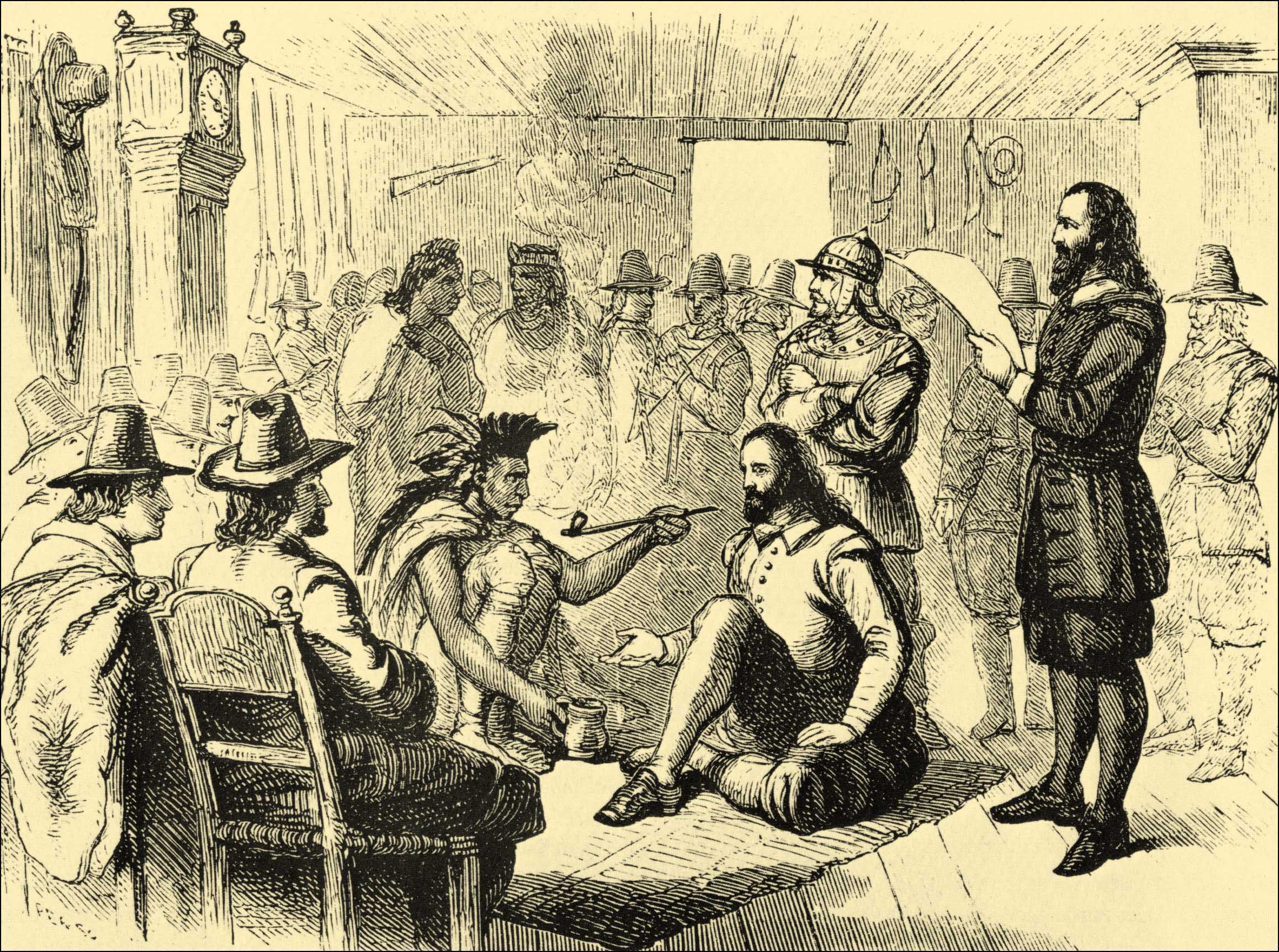
John Carver rookt de vredespijp met opperhoofd Massasoit

John Carver (Nottinghamshire, circa 1576 – 15 april 1621) was een Pilgrim-leider en de eerste gouverneur van de Plymouth Colony. Hij overleed al in de eerste winter. In deze winter kwam eveneens de helft van de kolonisten om.
John Carver werd vermoedelijk geboren in Nottinghamshire, Engeland. Hij was een rijke koopman die zijn fortuin in Londen met de handel vergaard had maar die, zoals vele tijdgenoten, uit zijn land vertrok om aan religieuze vervolging te ontkomen. Hij reisde naar de op dat moment relatief veilige Republiek der Zeven Verenigde Nederlanden en kwam met een kleine groep via Amsterdam in Leiden aan in 1607 of 1608.
Vanuit de Republiek volgde hij de religieuze ontwikkelingen in zijn vaderland maar met het verstrijken van de jaren echter voorzag hij meer toekomst voor zichzelf in de Nieuwe Wereld.
In 1617 trad hij voor een groep gelijkgestemde gelovigen op, later bekend geworden als de Pilgrim Fathers, als onderhandelaar bij het charteren van de Mayflower en de werving van fondsen om een kolonie in de Nieuwe Wereld te kunnen stichten. Met de "Mayflower" en 101 andere kolonisten zeilde hij in september 1620 vanuit Plymouth richting nieuwe wereld. Op 11 november 1620 tekende hij samen met 41 andere opvarenden nog aan boord van de Mayflower het zogenaamde "Mayflower Compact". Het document was niets meer dan een eenvoudig opgestelde regelgeving om de landing en stichting van de kolonie mogelijk te maken. Nog dezelfde dag werd hij door de Pilgrims gekozen als gouverneur voor een jaar van de "Plymouth Colony", ook wel "New Plymouth" of "The Old Colony" genoemd.
Tijdens de eerste winter stierven veel kolonisten als gevolg van de slechte leefomstandigheden, maar ook door ziektes en door ondervoeding.
John Carver zelf overleed in het voorjaar van 1621, naar verluidt ten gevolge van een zonnesteek. Hij werd opgevolgd door William Bradford.
- International Standard Name Identifier: 0000 0000 3569 8032
- Library of Congress Control Number: n96046111
- SNAC: w60p3sh3
- Virtual International Authority File: 38639024
- WorldCat: E39PBJk8YH4GWP4c3k3hwvbGHC